# لی ده یون
لی ده یون (کره‌ای: 이대연؛ زادهٔ ۱۳ نوامبر ۱۹۶۴) بازیگر اهل کره جنوبی است.

## فیلم‌شناسی
- گزیده فیلم‌شناسی

### فیلم
- قایق (۲۰۰۹)
- پاجو (۲۰۰۹)
- بتلفیلد هیروز (۲۰۱۱)
- ملکه رقصان (۲۰۱۲)
- ۱۱ ای.ام. (۲۰۱۳)
- محله چینی‌ها (۲۰۱۵)
- تخت پادشاهی (۲۰۱۵)
- عشق پاک (۲۰۱۶)

### مجموعه تلویزیونی
- مرد سیندرلایی (۲۰۰۹)
- پرنسس من (۲۰۱۱)
- عشق شاهزاده خانم (۲۰۱۱)
- مرد استوایی (۲۰۱۲)[۲]
- گل پسر همسایه (۲۰۱۳)
- گل و شمشیر (۲۰۱۳)
- تیم برتر پزشکی (۲۰۱۳)
- رنگین‌کمان طلایی (۲۰۱۳)
- اوه روح من (۲۰۱۵)
- خداحافظ آقای سیاه‌پوش (۲۰۱۶)
- عشق در مهتاب (۲۰۱۶)
- دروغگو و معشوقش (۲۰۱۷)
- سزاوار نامت زندگی کن (۲۰۱۷)
- دو پلیس (۲۰۱۷)
- وکیل بی‌قانون (۲۰۱۸)
- ابیس (۲۰۱۹)
- از میان تاریکی (۲۰۲۲)[۳]

## جوایز و نامزدی‌ها
| مراسم جوایز         | سال  | دسته            | نامزد / اثر    | نتیجه    | منابع |
| ------------------- | ---- | --------------- | -------------- | -------- | ----- |
| جوایز درامای اس‌بی‌اس | ۲۰۲۲ | بهترین تیم مکمل | از میان تاریکی | نامزدشده | [ ۴ ] |